# جون بلاكوود
جون بلاكوود (بالإنجليزية: John Blackwood)‏ (25 يوليو 1935 في المملكة المتحدة - ) هو لاعب كرة قدم بريطاني في مركز مهاجم داخلي. لعب مع نادي أكرينغتون ستانلي ونادي يورك سيتي وأكرينجتون ستانلي ‏ وGirvan F.C. ‏.